# Поминки
По́минки, по́мини — обрядовий обід за упокій померлого після похорону або в день річниці його смерті.
Перші поминки проводяться безпосередньо після поховання. Потім на другий, третій день (ст.-слав. трети́ни), дев'ятий (ст.-слав. дев'яти́ни), повсюдно на сороковий день (ст.-слав. сорокови́ни, сорочи́ни).
У індіанців сіу, поминки тривали 4 дні, після чого тіло клали на дерево, де воно лежало рік, перед тим, як бути похованим у землю.